# Криволап Юрій Миколайович
Юрій Миколайович Криволап (1936, Київ) — американський вчений-мікробіолог, професор дантистичного та фармацевтичного відділів медичного факультету Мерілендського університету українського походження. Український громадсько-політичний діяч, упродовж десяти років — голова ЦК ОДУМу, секретар митрополітальної ради УПЦ в США. Живе в м. Коттонвіль, шт. Меріленд, США